# Морозов, Станислав Александрович
Станисла́в Алекса́ндрович Моро́зов (укр. Станіслав Олександрович Морозов; род. 1 февраля 1979 года, Свердловск, РСФСР, СССР) — украинский фигурист, выступавший в парном катании, ныне — тренер по фигурному катанию. Заслуженный тренер России (2013).
В паре с Татьяной Волосожар — четырёхкратный чемпион Украины. Кроме того, со своей предыдущей партнёршей, Алёной Савченко, он — двукратный чемпион Украины (2000 и 2001 годов) и чемпион мира среди юниоров 2000 года. Завершил карьеру в 2010 году, сразу после зимних Олимпийских игр в Ванкувере.

## Карьера

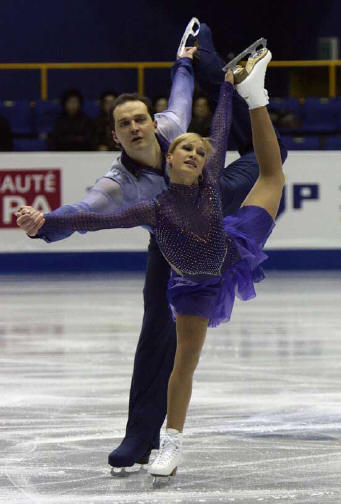
Татьяна Волосожар и Станислав Морозов в финале Гран-при в 2008 году.

Станислав Морозов родился в Свердловске (ныне Екатеринбург), но в 1980 году его отец и первый тренер Александр Морозов — ученик Игоря Ксенофонтова — был приглашён работать в Одессу, где в четыре года Стас и начал кататься на коньках. Затем семья переехала в Киев, и Станислав продолжил занятия уже там. Первой партнёршей С. Морозова была Елена Белоусовская, с которой он в 1997 году стал чемпионом Украины.
Следующей партнёршей Станислава стала Алёна Савченко, тренером пары — Галина Кухар. Савченко и Морозов выиграли юниорский чемпионат мира 2001 года, дважды выигрывали чемпионат Украины (в 2000 и 2001 гг.) и стали 15-ми на зимних Олимпийских играх в 2002 году.
Однако после Олимпиады пара распалась. Савченко уехала в Германию, а Станислав в 2004 году встал в пару с Татьяной Волосожар. С ней он ещё три раза становился чемпионом Украины, серебряным призёром зимней Универсиады и участвовал на Олимпиаде в Турине в 2006 году, где стал 12-м. Тренировалась пара там же, в Киеве, у Галины Кухар.
Летом 2008 года было объявлено, что Волосожар и Морозов переезжают в Германию для работы с тренером Инго Штойером.
В сезоне 2008—2009 пара, став третьей на «Cup of Russia» и второй на «Cup of China», впервые в своей карьере завоевала право участия в финале Гран-при, где стала четвёртой. После возвращения из Кореи на тренировочную базу в немецком Хемнице, пара сочла нецелесообразным делать ещё один перелёт на Украину для участия в национальном чемпионате и выступила «вне конкурса» на чемпионате Германии. На чемпионате Европы Морозов и Волосожар вновь стали четвёртыми. На чемпионате мира 2009 года они стали 6-ми и обеспечили Украине две путёвки в парном катании на зимние Олимпийские игры 2010 года.
В олимпийском сезоне пара в четвёртый раз стала чемпионом Украины, третий раз кряду заняла четвёртое место на чемпионате Европы 2010 года. На Олимпийских играх 2010 года Морозов и Волосожар стали 8-ми, и это был последний старт в карьере Станислава.

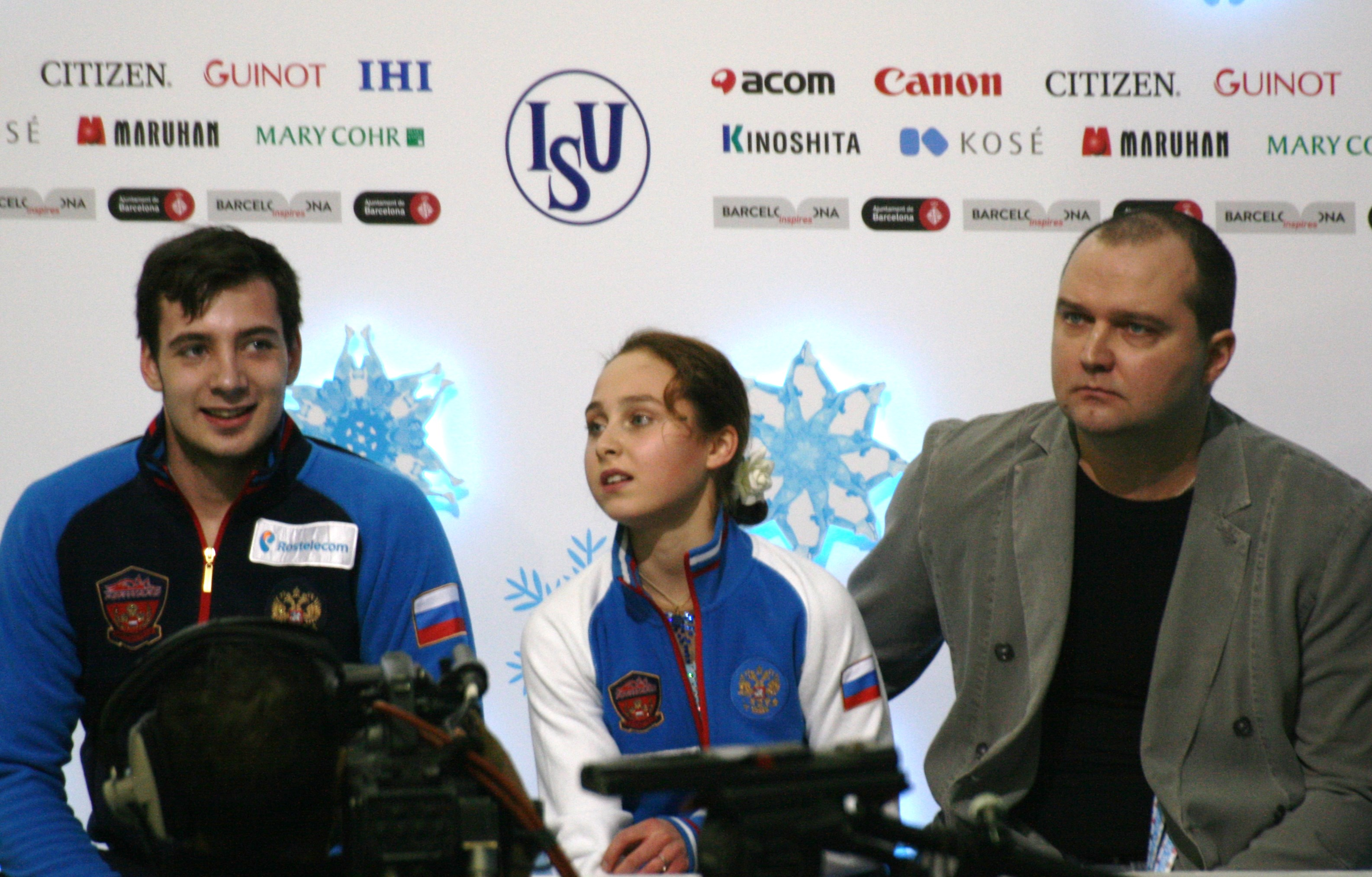
Станислав Морозов, в качестве тренера, с парой Камилла Гайнетдинова и Сергей Алексеев в финале серии Гран-при среди юниоров 2014—2015

После Татьяна Волосожар встала в пару с российским фигуристом Максимом Траньковым, а Станислав Морозов начал помогать их тренеру Нине Мозер в работе с этой парой и другими спортсменами группы. Его тренерским дебютом стала юниорская пара Екатерина Крутских и Владимир Морозов, с которой он работал полностью самостоятельно. В 2011 году Станислав Морозов получил российское гражданство. В 2013 году он был удостоен почётного звания «Заслуженный тренер России».

## Программы

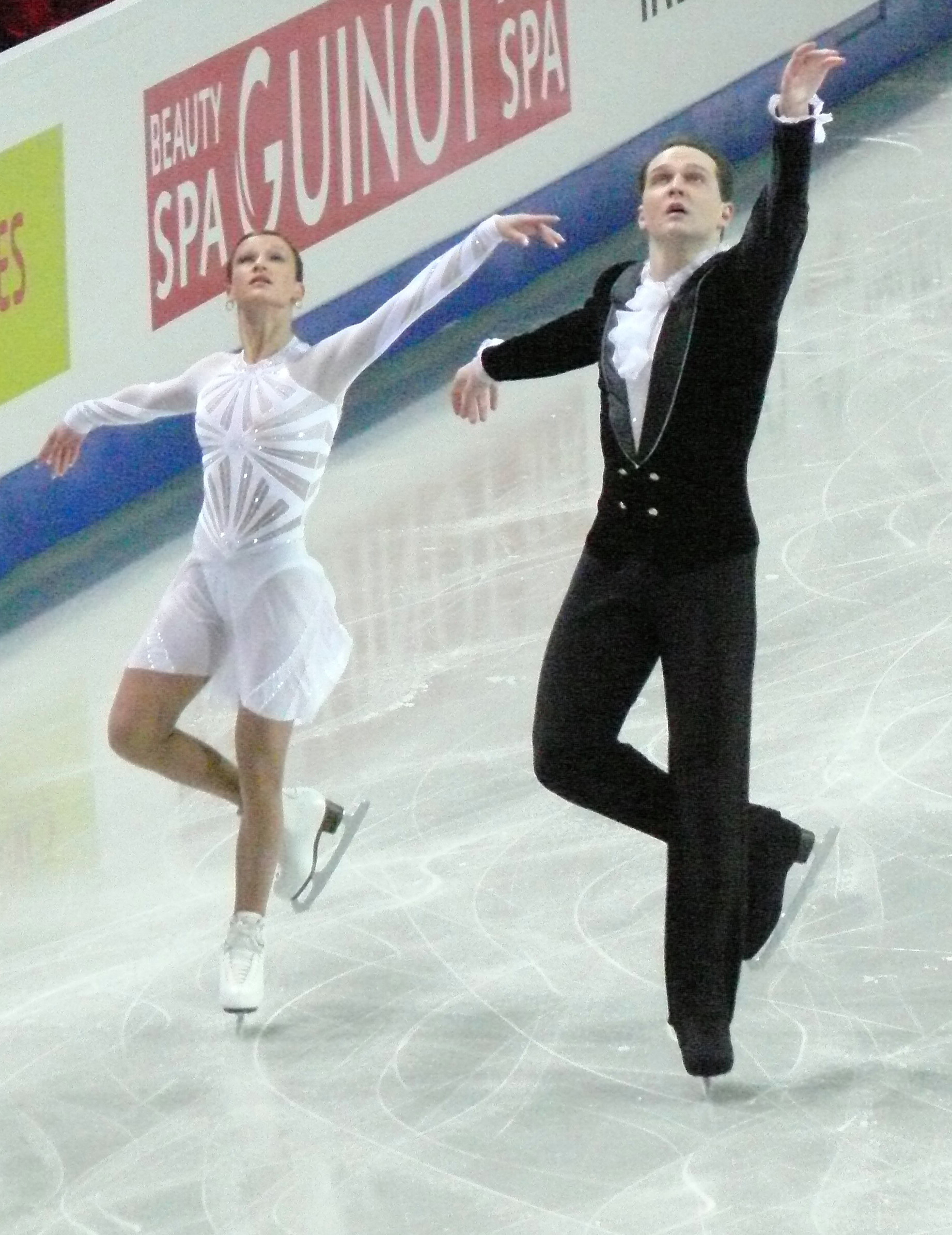
Татьяна Волосожар и Станислав Морозов на чемпионате Европы 2007. Произвольная программа.

(с Т.Волосожар)
| Сезон     | Короткая программа                                                                                        | Произвольная программа                                               | Показательные выступления                  |
| --------- | --- | -------------------------------------------------------------------- | ------------------------------------------ |
| 2009—2010 | «Dreams Illusion» микс из DJI (хореограф Инго Штойер)                                                     | Саундтрек к фильму «Пёрл-Харбор» Ханс Циммер (хореограф Инго Штойер) | «Life in Mono» Mono                        |
| 2008—2009 | Саундтрек к фильму «Mr. Holland's Opus» Майкл Кэймен (хореограф Инго Штойер)                              | Саундтрек к фильму «Пёрл-Харбор» Ханс Циммер (хореограф Инго Штойер) | «Life in Mono» Mono                        |
| 2007—2008 | «The Feeling Begins» из альбома-саундтрека Passion: Music for The Last Temptation of Christ Питер Гэбриэл | Саундтрек к фильму «Слёзы солнца» Ханс Циммер                        | «Total Eclipse Of The Heart» Сара Брайтман |
| 2006—2007 | «Адажио» Томазо Альбинони                                                                                 | «Призрак оперы на льду» Роберто Данова                               |                                            |
| 2005—2006 | «Танец с саблями» Арам Хачатурян                                                                          | Саундтрек к фильму «1492: Завоевание рая» Вангелис                   | «Ave Maria» Франц Шуберт                   |
| 2004—2005 | «Гаянэ» Арам Хачатурян                                                                                    | «Лунная соната» Людвиг ван Бетховен                                  |                                            |

## Спортивные результаты
(с Т.Волосожар)
| Соревнования/Сезон                   | 2004—2005 | 2005—2006 | 2006—2007 | 2007—2008 | 2008—2009 | 2009—2010 |
| ------------------------------------ | --------- | --------- | --------- | --------- | --------- | --------- |
| Зимние Олимпийские игры              |           | 12        |           |           |           | 8         |
| Чемпионаты мира                      | 10        | 10        | 4         | 9         | 6         |           |
| Чемпионаты Европы                    | 5         |           | 5         | 4         | 4         | 4         |
| Чемпионаты Украины                   | 1         |           | 1         | 1         |           | 1         |
| Финалы Гран-при                      |           |           |           |           | 4         |           |
| Этапы Гран-при: Skate America        |           |           |           |           |           | 2         |
| Этапы Гран-При: Cup of China         |           |           |           |           | 2         | 3         |
| Этапы Гран-При: NHK Trophy           |           |           |           | 4         |           |           |
| Этапы Гран-При: Trophee Eric Bompard |           |           |           | 5         |           |           |
| Этапы Гран-При: Cup of Russia        | 5         |           |           |           | 3         |           |
| Nebelhorn Trophy                     |           |           |           |           | 3         | 2         |
| Зимние Универсиады                   | 2         |           | 2         |           |           |           |
| Мемориал Карла Шефера                | 1         |           |           |           |           |           |

(с А.Савченко)
| Соревнования/Сезон                     | 1998—1999 | 1999—2000 | 2000—2001 | 2001—2002 |
| -------------------------------------- | --------- | --------- | --------- | --------- |
| Зимние Олимпиады                       |           |           |           | 15        |
| Чемпионаты мира                        |           |           | 9         |           |
| Чемпионаты Европы                      |           | 7         | 6         |           |
| Чемпионаты мира среди юниоров          | 13        | 12        | 1         |           |
| Чемпионаты Украины                     | 2         | 1         | 1         |           |
| Этапы Гран-При: Skate Canada           |           |           | 6         |           |
| Этапы Гран-При: Cup of Russia          |           | 4         |           |           |
| Nebelhorn Trophy                       |           | 1         |           |           |
| Этапы Юниорского Гран-При: JGP Croatia |           | 1         |           |           |
| Финал Юниорского Гран-При              |           | 1         |           |           |